# أبولين تراوري
أبولين تراوري (بالفرنسية: Apolline Traoré)‏، هي مُخرجة بوركينابية. فازت أبولين بجائزتين خلال دورة سنة 2017 من المهرجان الأفريقي للسينما والتلفزيون في واغادوغو.

## روابط خارجية
أبولين تراوري على موقع IMDb (الإنجليزية)
- أبولين تراوري على موقع ألو سيني (الفرنسية)